# 서울동부구치소
서울동부구치소(서울東部拘置所)는 서울지방교정청 산하의 구치소로, 송파구 문정동 서울동부지방검찰청 건너편에 있다.
과거 이 지역이 성동구 소속이었기 때문에 성동구치소라는 명칭을 사용했으나, 2017년 6월 20일에 서울동부구치소로 개칭한 후 동년 6월 26일에 가락동에서 문정동 법조타운으로 이전했다.

## 역사
- 1977년 7월 7일 성동구치소로 개청.
- 2017년 6월 20일 성동구치소에서 서울동부구치소로 직제 및 명칭 변경
- 2017년 6월 26일 가락동에서 문정동으로 구치소 이전

## 주요 수감자
- 김기춘[1]
- 이명박[2]
- 최순실[3]
- 이영학
- 힘찬
- 최원종
- 전청조

## 코로나19 집단 감염 사례
서울동부구치소를 중심으로 수백명의 신규 코로나19 확진 환자가 발생되었다. 그러나 서울동부구치소에서의 코로나19 범유행과 관련된 집단 감염 사례가 나타나자, 시설까지 폐쇄된 것으로 보인다. 또한 코로나19 확진자 중 굿모닝시티 분양사기 사건 외 다수 사기사건의 주범인 윤창열 前 굿모닝시티 대표가 2020년 12월 23일 코로나19 확진 판정을 받고 치료를 받다가 2020년 12월 27일 사망했다.

## 같이 보기
- 서울남부구치소